# Tiloa
Tiloa est une ville du Niger.
Le 23 février 2015, quinze soldats des forces armées nigériennes ont été tués à l'extérieur de la ville par des terroristes,,.